# Thank You for the Music (album)
Thank You For The Music je název box setu čtyř alb švédské hudební skupiny ABBA, vydaný v roce 1994.
Obsahuje celkem 66 skladeb, včetně prvních ABBA singlů. Mezi takové písně patří People Need Love a He Is Your Brother, stejně tak jsou zde obsaženy největší hity skupiny jako například Dancing Queen a Mamma Mia. Čtvrté CD obsahuje směs skladeb v rámci ABBA Undeleted, které předtím nebyly nikdy vydány. Na albech se objevují také písně v cizojazyčných verzích, nikoli jen anglicky nazpívané.

## Seznam skladeb

### CD 1
1. "People Need Love" [1972]
2. "Another Town, Another Train" [1972]
3. "He Is Your Brother" [1972]
4. "Love Isn't Easy (But It Sure Is Hard Enough)" [1973]
5. "Ring, Ring" [1973]
6. "Waterloo" [1974]
7. "Hasta Mañana" [1974]
8. "Honey, Honey" [1974]
9. "Dance (While The Music Still Goes On)" [1974]
10. "So Long" [1975]
11. "I've Been Waiting For You" [1975]
12. "I Do, I Do, I Do, I Do, I Do" [1975]
13. "S.O.S" [1975]
14. "Mamma Mia" [1975]
15. "Fernando" [1976]
16. "Dancing Queen" [1976]
17. "That's Me" [1976]
18. "When I Kissed the Teacher" [1976]
19. "Money, Money, Money" [1976]
20. "Crazy World" [1976]
21. "My Love, My Life" [1976]

### CD 2
1. "Knowing Me, Knowing You" [1976]
2. "Happy Hawaii" [1977]
3. "The Name Of The Game" [1977]
4. "I Wonder (Departure)" (live verze) [1977]
5. "Eagle" [1977]
6. "Take A Chance On Me" [1977]
7. "Thank You For The Music" [1977]
8. "Summer Night City" (celá verze) [1978]
9. "Chiquitita" [1979]
10. "Lovelight" (alternativní mix) [1979]
11. "Does Your Mother Know" [1979]
12. "Voulez-Vous" (zkrácená verze) [1979]
13. "Angeleyes" [1979]
14. "Gimme! Gimme! Gimme! (A Man After Midnight)" [1979]
15. "I Have A Dream" [1979]

### CD 3
1. "The Winner Takes It All" [1980]
2. "Elaine" [1980]
3. "Super Trouper" [1980]
4. "Lay All Your Love On Me" [1980]
5. "On And On And On" [1980]
6. "Our Last Summer" [1980]
7. "The Way Old Friends Do" (live) [1980]
8. "The Visitors (Crackin' Up)" [1981]
9. "One Of Us" [1981]
10. "Should I Laugh Or Cry" [1981]
11. "Head Over Heels" [1981]
12. "When All Is Said And Done" [1981]
13. "Like An Angel Passing Through My Room" [1981]
14. "The Day Before You Came" [1982]
15. "Cassandra" [1982]
16. "Under Attack" [1982]

### CD 4
1. "Put On Your White Sombrero" [nahráno: 1980; vydáno: 1994]
2. "Dream World" [nahráno: 1978; vydáno: 1994]
3. "Thank You For The Music" (Doris Day Version) [nahráno: 1977; vydáno: 1994]
4. "Hej, Gamle Man!" [1970]
5. "Merry-Go-Round" [1972]
6. "Santa Rosa" [1972]
7. "She's My Kind Of Girl" [1970]
8. "Medley (Pick A Bale Of Cotton / On Top Of Old Smokey / Midnight Special)" [1975]
9. "You Owe Me One" [1982]
10. "Slipping Through My Fingers" / "Me And I" (live verze) [nahráno: 1981; vydáno: 1994]
11. "ABBA Undeleted (směs nevydaných písní):  Scaramouche / Summer Night City / Take a Chance on Me / Baby (původní verze Rock Me) / Just a Notion / Rikky Rock ’n’ Roller / Burning My Bridges / Fernando (švédská verze - Frida) / Here Comes Rubie Jamie / Hamlet III Parts 1 & 2 / Free as a Bumble Bee / Rubber Ball Man / Crying Over You / Just Like That (saxofonová verze) / Givin’ a Little Bit More" [nahráno: 1974 - 1982; vydáno: 1994]
12. "Waterloo" (švédská verze) [1974]
13. "Ring, Ring" (švédská / anglická / německá verze) [1973]
14. "Honey, Honey" (švédská verze) [1974]

## Obsazení
ABBA
- Benny Andersson – klávesové nástroje a syntezátory, zpěv, doprovodný zpěv
- Agnetha Fältskog – zpěv, doprovodný zpěv
- Anni-Frid Lyngstadová – zpěv, doprovodný zpěv
- Björn Ulvaeus – akustická a elektrická kytara, zpěv, doprovodný zpěv

Další obsazení
- Ulf Andersson - saxofon
- Ola Brunkert - bicí
- Lars Carlsson - trubka
- Christer Eklund - saxofon
- Malando Gassama - perkuse
- Anders Glenmark - kytara
- Rutger Gunnarsson - baskytara
- Roger Palm - bicí
- Janne Schaffer - kytara
- Åke Sundqvist - perkuse
- Mike Watson - baskytara
- Lasse Wellander - kytara

## Produkce
- Producenti: Benny Andersson & Björn Ulvaeus
- Arranžmá: Benny Andersson & Björn Ulvaeus
- Inženýr: Michael Tretow
- Design: Intro, London
- Poznámky: Carl Magnus Palm